# Komi Wikipédia
A komi Wikipédia a Wikipédia projekt komi nyelvű (gyakran: komi-zürjén nyelvű) változata, szabadon szerkeszthető internetes enciklopédia. 2004 augusztusában indult, elsőként az oroszországi finnugor nyelvi változatok közül.
A kezdőlap első bejegyzésének dátuma: 2006. január 8. A laptörténet szerint ekkor „hozták át a régi kezdőlapot (Main Page) az új címre”.
2012. február 1-jén 2795 szócikket tartalmazott, ezzel a 165. helyen állt a wikipédiák szócikkszám szerinti rangsorában.
2015. szeptember 2-án 4410 szócikket tartalmazott, ezzel a 163. helyen állt a wikipédiák szócikkszám szerinti rangsorában.

## Mérföldkövek
- 2004. augusztus - elindul az oldal
- Jelenlegi szócikkek száma: 5 700